# Панин, Игорь Николаевич (каскадёр)
Игорь Николаевич Панин (род. 3 марта 1963) — каскадёр,  член Всемирной Академии Трюка (США), Вице-президент Федерации исторического фехтования России, Президент Федерации экстремальных видов спорта, Президент Международной Академии Трюка, руководитель Объединения каскадёров «Мастер», создатель Московского парка кино приключений «Мастер Панин»

## Биография
Создатель и идейный вдохновитель объединения и школы каскадёров «Мастер», тренер школы каскадёров по автотрюку. 36 лет трюкового стажа.
Известный российский каскадёр, мастер спорта по мотокроссу, постановщик трюков. С 2000 года  по настоящее время проводит международный фестиваль каскадеров «Прометей» -чемпионат мира среди каскадеров. 
С 2004 года является членом Всемирной Академии Трюка (США). Лауреат премии «Таурус» (The Taurus World Stunt Awards 2004) в номинации «Лучший иностранный фильм».
Член совета по военно-патриотическому воспитанию молодёжи Российского Оргкомитета «Победа» под председательством В.В Путина, член совета по молодёжи Правительства Москвы, Президент Федерации экстремальных видов спорта, президент Международной Академии Трюка (Россия), Вице-президент Федерации исторического фехтования России,Создатель и идейный вдохновитель специализированной школы каскадёров « Мастер», Создатель Историко-Культурного Комплекса «Сетуньский Стан» базы Объединения каскадёров "Мастер, Руководитель Российского объединения каскадёров, Кавалер медали «За заслуги перед отечеством» II степени. Автор многих теле-,кино- и шоу проектов.

## Творчество

### Автор, режиссёр — постановщик проектов
- The «PROMETHEUS» GLOBAL STUNT AWARDS (I—XI Московский Международный Фестиваль Трюкового Искусства и Кино «Прометей»)
- I—X Международный Турнир-фестиваль по Историческому фехтованию «Меч России»
- Stunt world show «FIREANGELS MOTOR»
- I—V Московский Международный Фестиваль трюкового кино «Прометей»
- Телевизионный сериал «Мастера Риска»
- Документальный фильм «Прыжок в бездну»
- К/Ф «Охотники за сокровищами» (Россия — США) — соавтор сценария
- Серия документальных фильмов «Лучшие каскадеры Мира»
- «Русские экстремальные игры»
- Московский Открытый Фестиваль Молодёжного Кино «ОТРАЖЕНИЕ»
- Документальный фильм «Меч России»
- «Автомарафон Мира»
- Фестиваль «Автотрюк»
- Трюковая автомобильная программа «Автородео»
- Трюковая программа «Гладиаторы 21 века»
- Международный фестиваль паркура «Free Move Games» 10.07.2011
- Спектакль «Опасные приключения зелёного тролля в Химкинском лесу»[2]

Работает постановщиком трюков с 1991 года. За это время принял участие в съёмках более 50 художественных фильмов, 15 сериалов, 20 музыкальных клипов, более 150 телевизионных проектов и передач.
Action-director телепроектов:
- «Трюкачи» (телеканал ОРТ),
- «Fear Factor» (Фактор Страха) (телеканал НТВ)
- «Золотой Орёл» (Премия Национальной академии киноискусства)
- «Другая жизнь» (ТНТ) и пр.

Член Совета по военно-патриотическому воспитанию молодёжи Российского Оргкомитета «Победа» под председательством В. В. Путина, член Совета по молодёжи Правительства Москвы, создатель Специализированной школы каскадеров «Мастер» (действует с 1993 года), создатель Историко-Культурного Комплекса «Сетуньский Стан» базы Объединения каскадёров «Мастер», Руководитель Российского Объединения каскадёров.
Мастер спорта СССР по мотокроссу.

### Фильмография
- «Авария — дочь мента»
- «ДМБ»
- «Я виноват — 2»
- «Каменская-2»
- «Гладиатрикс»
- «Сыщик с плохим характером»,
- «Гражданин начальник»
- «Четыре таксиста и собака»
- «Прыжок в бездну»
- «Улицы разбитых фонарей»
- «ДМБ-2»
- «Дальнобойщики»
- «День рождения Буржуя»
- «Московская жара»
- «Охотники за сокровищами»
- «Кармен».

### Телепрограммы
«Попади в кадр», «Трюкачи», «Fear Factor» (Фактор Страха), «Истории в деталях», «Детали», «Времена», «Без комплексов», «Синемания», «Доброе утро», «Море позитива», «Москва. Инструкция по применению». «Камуфляж», «Новости 24», «Настроение», «Наши в городе», «Личное время», «Звездная разведка», а также многочисленные информационные программы.

### Постановщик и участник шоу-программ
Шоу каскадеров "Русский Форсаж", фестиваль уличных театров "Вселенский Карнавал Огня", "Фестиваль каскадеров «Прометей», Чемпионат России по Историческому фехтованию «Меч России», «Автомарафон Мира», «Love — парад», а также участник проведения «Всемирных Юношеских игр», Празднования 850-летия г. Москвы, Дня Российского Флага у Кремля, «Байк-шоу»; мероприятий спортивно-трюковой направленности: «Гонки на выживание», «Автородео», Чемпионатов по вело-триалу, историческому фехтованию.

## Награды
- Медаль ордена «За заслуги перед Отечеством» II степени (1999)[3].